# Тоннель Маритима
Тоннель Маритима (порт. Túnel da Marítima), известный также как Железнодорожный тоннель Гамбоа (порт. Túnel Ferroviário da Gamboa) — железнодорожный тоннель длиной 315 метров, расположенный в историческом центре Рио-де-Жанейро.
Был прорыт под Холмом Провидения в 1860-е гг., соединял главную железнодорожную станцию Рио-де-Жанейро — Сентрал ду Бразил с причалами порта Рио-де-Жанейро — именно, с обслуживающей их станцией Маритима, расположенной в районе Гамбоа — отсюда оба названия тоннеля.
В 1980-е гг. тоннель, вместе с железнодорожной веткой к станции Маритима, как и сама станция, был заброшен. Использовался как свалка, также местными преступными группировками в качестве склада оружия, боеприпасов и наркотиков, и даже как кладбище для жертв наркомафии.
Подозревали, что именно здесь было запрятано тело Присциллы Белфорт — сестры бразильского бойца смешанных единоборств и других видов боевых искусств Витора Белфорта, которая исчезла 9 января 2004 года и не найдена до сих пор. Существует предположение, что она была убита наркомафией, которой задолжала 9000 реалов.
В 2012 году начались, в рамках проекта «Porto Maravilha» («Чудо в порту»), работы по очистке тоннеля от мусора, его расширению и укреплению сводов. Проводил их консорциум Porto Novo, осуществляющий реализацию проекта «Porto Maravilha». Изначально предполагалось, что тоннель будет использоваться для автомобильного движения, однако в итоге было решено, что тоннель Маритима станет частью системы Легкорельсового трамвая (ЛРТ) Рио-де-Жанейро, именно, использоваться на Линии № 2, для соединения станций Вила Олимпика и Сентрал.
Ввод тоннеля в эксплуатацию, вместе с запуском Линии № 2 Легкорельсового трамвая Рио-де-Жанейро, намечен на конец 2016 года